# 4117 Wilke
A 4117 Wilke (ideiglenes jelöléssel 1982 SU3) a Naprendszer kisbolygóövében található aszteroida. Freimut Börngen fedezte fel 1982. szeptember 24-én.